# 노곤
노곤(盧坤, ?~?)은 대한민국의 성씨인 안강 노씨의 시조이다.
그의 아버지는 중국 당나라 한림학사를 맡았을 당시 신라에 파견된 노수로, 노곤은 그의 아들 중 6남으로 태어나 고려의 안강백에 봉립되었다.

## 참고 자료
- “노씨(盧氏) 본관(本貫) 안강(安康)입니다.”. 《한국족보출판사》. 2022년 9월 15일에 원본 문서에서 보존된 문서.